# Station Piotrków Trybunalski Towarowy
Station Piotrków Trybunalski Towarowy is een spoorwegstation in de Poolse plaats Piotrków Trybunalski.